# Porta Napoli
Porta Napoli es una puerta de la ciudad de tipo de arco triunfal de la ciudad de Lecce, que marca la entrada al centro histórico de la ciudad junto con las otras dos puertas existentes , Porta San Biagio y Porta Rudiae. Se encuentra junto a la plaza Arco di Trionfo y frente al obelisco Terra d'Otranto.

## Historia
La puerta, construida en 1548 en honor de Carlos V, que había construido las obras de fortificación para defender la ciudad, se encuentra en el lugar de la antigua Porta San Giusto. Fue encargado por los ciudadanos y por Ferrante Loffredo, principal de la Tierra de Otranto, para celebrar de forma emblemática el poder y el Imperio de Carlos V de Habsburgo. Se llamó así porque era la puerta desde la que se emprendía la ruta consular a Nápoles.

## Descripción
La puerta, privada de los tramos de muralla que la flanqueaban tras las renovaciones de las murallas de la ciudad en el siglo XIX, fue probablemente diseñada por el arquitecto militar Gian Giacomo dell'Acaya. El arco tiene un solo arco de medio punto y está flanqueado por dos columnas corintias a cada lado, que sostienen un frontón triangular, en cuyo centro se encuentra el escudo imperial de los Habsburgo de Carlos V. En la decoración del frontón también hay representaciones de cañones y armaduras, que recuerdan a los arcos triunfales romanos. En la parte central, bajo el frontón, una inscripción elogia al soberano Carlos V, también elogiado como exterminador de los turcos, en relación con la ayuda militar prestada a sus posesiones en la Tierra de Otranto contra las incursiones turcas. 
El epígrafe dedicatorio se traduce: Al emperador César Carlos V, augusto triunfante, en las Indias, en la Galia y en África; subyugador de los cristianos rebeldes, terror y exterminio de los turcos; propagador de la religión cristiana en todo el mundo con sus obras y consejos; estando en el gobierno de esta provincia Ferrante Loffredo, quien supo mantener alejados de las costas de Salento y Japigia a los turcos y enemigos del imperio; la Universidad y el agradecido pueblo de Lecce dedicaron este arco a su grandeza y majestad, en el año 1548.
La promiscua zona de Porta Napoli se ha visto afectada por las excavaciones arqueológicas, realizadas por la Universidad del Salento, que han sacado a la luz diferentes enterramientos ricos en objetos funerarios de la época mesapia.